# Teorie velkého třesku (2. řada)
Druhá řada amerického sitcomu Teorie velkého třesku je pokračování první řady tohoto seriálu. Řada byla vysílána na americké televizní stanici CBS od 22. září 2008 do 11. května 2009. Má celkem 23 dílů. V Česku byla řada vysílána na stanici Prima Cool od 21. října 2010 do 30. listopadu 2010.

## Obsazení
- Johnny Galecki, Jim Parsons, Kaley Cuoco, Simon Helberg a Kunal Nayyar hráli ve všech epizodách.

## Seznam dílů
| Č. v seriálu | Č. v řadě | Původní název                       | Český název                            | Režie           | Scénář                             | Premiéra v USA     | Premiéra v ČR      | Produkční kód |
| --- | --------- | ----------------------------------- | -------------------------------------- | --------------- | ---------------------------------- | ------------------ | ------------------ | ------------- |
| 18 | 1         | The Bad Fish Paradigm               | Paradigma zkažené ryby                 | Mark Cendrowski | Dave Goetsch a Steven Molaro       | 22. září 2008      | 21. října 2010     | 3T7351        |
| Leonard má rande s Penny, ale poté co přijdou domů, obeznámí ho jeho přátelé se situací z jejich pohledu. Podle nich Penny nebyla spokojená, a jejich „vztah“ se blíží konci. Penny se svěří Sheldonovi, že musela Leonardovi lhát o svém vzdělání, aby jí ten nepovažoval za nevzdělance. Sheldon je velmi deprimován tím, že musí udržet Pennino tajemství, o které neměl vůbec zájem, a aby se neprořekl, stěhuje se dokonce pryč z bytu. Nejdřív se stěhuje k Rajeshovi, kterého urazí poznámkou o indické kinematografii, poté k Howardovi, kterého natolik otráví, že mu dá vypít valium jeho matky a deportuje ho zpět k Leonardovi, kde Sheldon „pod vlivem“ Pennino tajemství neúmyslně prozradí. |           |                                     |                                        |                 |                                    |                    |                    |               |
| 19 | 2         | The Codpiece Topology               | Topologie váčkovitého poklopce         | Mark Cendrowski | Bill Prady a Lee Aronsohn          | 29. září 2008      | 25. října 2010     | 3T7352        |
| Leonard, Sheldon, Howard a Rajesh se účastní historického festivalu. Sheldon poukazuje na jeho zápory, jako třeba historické nepřesnosti. Penny už má nového přítele, a tak Leonard neváhá, a začne také rozhazovat sítě. Kolegyně Leslie Winkelová se sama nabídne, že by s ním chodila, ale po několika dnech se rozejdou kvůli rozdílným názorům na vznik vesmíru. |           |                                     |                                        |                 |                                    |                    |                    |               |
| 20 | 3         | The Barbarian Sublimation           | Barbarská sublimace                    | Mark Cendrowski | Steven Molaro a Eric Kaplan        | 6. října 2008      | 26. října 2010     | 3T7353        |
| Penny prožívá období neúspěchu. Když čeká u Sheldona na zámečníka, který by jí otevřel její byt, jenž odemykala klíčem od auta, všimne si on-line hry kterou hraje (Age of Conan). Jednou to zkusí, a náhle se z ní stává závislák. Navštěvuje Sheldona s prosbou o pomoc nejen ve dne, ale i v noci, a telefonuje mu i do zaměstnání. Sheldon už neví jak se Penny zbavit. Zkouší jí sehnat nějakou známost, nejprve v institutu, později i v seznamce přes internet. Nic však nevyjde a od totální závislosti jí vyléčí virtuální postava jistého nejmenovaného hrdiny tohoto seriálu. |           |                                     |                                        |                 |                                    |                    |                    |               |
| 21 | 4         | The Griffin Equivalency             | Griffinova ekvivalence                 | Mark Cendrowski | Stephen Engel a Tim Doyle          | 13. října 2008     | 27. října 2010     | 3T7354        |
| Poté co Raj objeví planetku, je mu oznámeno, že o něm bude psáno v časopise People. Z počátku to bere radostně, ale skromně. Ovšem poté, co je mu nabídnuta nová kancelář a asistent, začne být namyšlený a pozve Penny na večírek u příležitosti vydání článku o něm. Penny přijímá, protože ostatní jít nechtějí, čehož možná později lituje. Raj o ní v opilosti totiž mluví před svými rodiči jako o své dívce. Dochází to dokonce tak daleko, že Sheldon přemýšlí o novém, robotickém příteli, který by doplňoval jejich kvarteto. Zvláštní host: Charlie Sheen |           |                                     |                                        |                 |                                    |                    |                    |               |
| 22 | 5         | The Euclid Alternative              | Euklidovská alternativa                | Mark Cendrowski | Lee Aronsohn a Dave Goetsch        | 20. října 2008     | 28. října 2010     | 3T7355        |
| Leonard musí pracovat týden v noci, aby mohl používat univerzitní přístroj. Sheldon se ale nemá jak dostat do práce. Řídit neumí, a z autobusu ho vyhodili. Proto chodí za kamarády aby ho odvezli do práce, z práce, do obchodu z komiksy, vrátit povlečení s motivem Hvězdných válek… Ale po čase začne každému lézt na nervy, a tak se dohodnou, že si musí Sheldon udělat řidičský průkaz. To ovšem nebude tak jednoduché, protože je to Sheldon. |           |                                     |                                        |                 |                                    |                    |                    |               |
| 23 | 6         | The Cooper–Nowitzki Theorem         | Cooper-Nowitzki teorém                 | Mark Cendrowski | Tim Doyle a Richard Rosenstock     | 3. listopadu 2008  | 1. listopadu 2010  | 3T7356        |
| Sheldona na univerzitě osloví jedna ze studentek, která se svěří, že zbožňuje jeho práci, a pozve ho na večeři. Výborně si spolu rozumí, ale postupem času mu začne vařit, uklízet, dělat pedikúru a také bydlet u něj doma. Sheldon přichází o čas, který předtím věnoval svým přátelům, až už neví, jak se jí má zbavit. Všechno vyřeší až nápad dívky, aby se s ní Sheldon podělil o zásluhy nad novým objevem. To Sheldon nemůže připustit, a tak dívka okamžitě putuje ze Sheldonova bytu i z jeho života. |           |                                     |                                        |                 |                                    |                    |                    |               |
| 24 | 7         | The Panty Piñata Polarization       | Polarizace kalhotkové všehochuti       | Mark Cendrowski | Jennifer Glickman a Steven Molaro  | 10. listopadu 2008 | 2. listopadu 2010  | 3T7357        |
| Penny se trochu dotkne Sheldonova jídla. To Sheldona urazí, a vykáže ji z bytu. To se Penny nelíbí, a tak se mu chce malinko pomstít. Tím začíná válka mezi nimi. Penny překazí Sheldonův sobotní „prací večer,“ což se ostatním může zdát jako trivialita, pro Sheldona je to však zločin, Sheldon za to rozvěsí Pennino spodní prádlo po telefonních kabelech na ulici. A pokračuje to dál. Leonard má strach, co by se mohlo stát do budoucna, a tak Penny předá tajnou informaci, Sheldonovu slabinu (kryptonit). Touto slabinou je jeho matka, která mu přikáže se Penny omluvit. Howard a Raj zase v televizi objeví pořad America's Next Top Model, a rozhodnou se najít vilu, ve které během natáčení modelky žijí, a dostat se tam. To se jim na konec podaří. |           |                                     |                                        |                 |                                    |                    |                    |               |
| 25 | 8         | The Lizard–Spock Expansion          | Rozšíření o tapír-Spock                | Mark Cendrowski | Dave Goetsch a Jennifer Glickman   | 17. listopadu 2008 | 3. listopadu 2010  | 3T7358        |
| Zatímco Raj a Sheldon se hádají o to, který sci-fi seriál je lepší, Howard - aby zapůsobil na dívku v baru - jí slíbil, že bude moci řídit vozítko na Marsu, přičemž nastane problém a ostatní mu vyrazí pomoci. Raj a Sheldon nedokáží Howardovi pomoci, tak přejdou k plánu B - smazat za sebou všechny stopy. Leonard dívku - doktorku Stephanie Barnettovou - odváží domů, přičemž se oba do sebe zamilují a Leonard ji Howardovi „přebere,“ za což si ho po prozrazení znepřátelí až do momentu, kdy se dozví, že by mohl mít šanci u Stephaniny kamarádky. Ze zpráv o Mars Roveru se nakonec všichni dozvídají, že mezi data, která smazali, mohl být i přímý důkaz o životu na Marsu. |           |                                     |                                        |                 |                                    |                    |                    |               |
| 26 | 9         | The White Asparagus Triangulation   | Triangulace bílého chřestu             | Mark Cendrowski | Stephen Engel a Richard Rosenstock | 24. listopadu 2008 | 4. listopadu 2010  | 3T7359        |
| I Sheldon se dozví o Leonardově románku s dr. Stephanií Barnettovou a až se dozví, že dělala praxi ve stejné nemocnici, ve které se narodil, dojde k závěru, že Stephanie je pro něj jako partnerka Leonarda nejpřijatelnější. Ujme se tedy utvrzovat jejich vztah vědeckým způsobem a zaručenými etologickými metodami… |           |                                     |                                        |                 |                                    |                    |                    |               |
| 27 | 10        | The Vartabedian Conundrum           | Záhada s paní Vartabedianovou          | Mark Cendrowski | Bill Prady a Richard Rosenstock    | 8. prosince 2008   | 8. listopadu 2010  | 3T7360        |
| Dr. Stephanie Benettová se oficiálně stala třetím spolubydlícím a jejich vztah se rozvíjí tempem, který se Leonardovi zdá děsivý. Ptá se tedy přátel na to, co má říct, ale předtím než to stačí udělat, Stephanie zahraje na „ženskou strunu“ a konfrontaci pokaždé oddálí. Sheldon během této epizody má hučení v uších, z čehož Stephanie vytěží Sheldonoskopii (vymyslí si zánět, který Sheldon musí léčit tak, že nebude mluvit, což zejména ocení všichni v jeho okolí). |           |                                     |                                        |                 |                                    |                    |                    |               |
| 28 | 11        | The Bath Item Gift Hypothesis       | Hypotéza dárkových předmětů do koupele | Mark Cendrowski | Stephen Engel a Eric Kaplan        | 15. prosince 2008  | 9. listopadu 2010  | 3T7361        |
| Do Caltechu přijde nový vědec, který vyhrál McArthurův genius grant – mimo jiné talentovaný a pohledný motorkář, David Underhill, který shodou okolností bude nějaký čas spolupracovat s Leonardem. Ten s ním rozvine pokrytecký, obdivovačný vztah na úkor ostatních přátel. Mezitím Penny koupila Sheldonovi a Leovi dárek, čímž Sheldona rozhodila v tom smyslu, že ten je nyní zavázán koupit ji podle jeho slov „dárek přiměřené hodnoty, reprezentující stejnou míru přátelství,“ jako Pennin dárek. Díl má obsahuje krátkou milostnou peripetii a velmi pozitivní zakončení. |           |                                     |                                        |                 |                                    |                    |                    |               |
| 29 | 12        | The Killer Robot Instability        | Labilita robozabijáka                  | Mark Cendrowski | Steven Molaro a Daley Haggar       | 12. ledna 2009     | 10. listopadu 2010 | 3T7362        |
| Blíží se jeden z turnajů robotů – Liga Jižní Kalifornie bojových robotů (pro zvané), které se Leo, Sheldon, Raj a Howard chtějí zúčastnit a pro kterou sestrojili svého robota jménem M.O.N.T.E. Howard v této epizodě „vyjede“ po Penny, která pojmenuje jeho snažení u opačného pohlaví pravým jménem, čímž ho zdrtí natolik, že Howard příštích několik dnů stráví doma, přičemž jej ostatní vědci coby konstruktéra M.O.N.T.E.ho pro turnaj potřebují. Na Caltechu se objeví M.O.N.T.E.ho vyzyvatel, The Kripler, jehož tvůrcem je bezzubý, šišlající vědec Barry Kripke, který chce, aby souboj proběhl ještě před turnajem. Penny jde mezitím za Howardem domů, se mu omluvit a vysvětlit, jak to myslela. Howard se jí pokusí políbil ale jeho tvář místo polibku sklidí pravý direkt. Ze souboje M.O.N.T.E.ho s Kripplerem jsou všichni nejistí, až na Sheldona, který oplývá nemístným optimismem. Vše skončí podle očekávání. |           |                                     |                                        |                 |                                    |                    |                    |               |
| 30 | 13        | The Friendship Algorithm            | Algoritmus přátelství                  | Mark Cendrowski | Chuck Lorre a Steven Molaro        | 19. ledna 2009     | 11. listopadu 2010 | 3T7363        |
| Sheldon, Leonard, Howard a Raj zavedou o přestávce na jídlo řeč na Kripkeho, poté, co se mihne kolem nich a utrousí nechvalný komentář o Leonardově výzkumu. Sheldon avšak potřebuje využít jeho počítačovou farmu na simulaci formování hmoty z počátku vesmíru. Podle Leonarda čas na ní Kripke půjčuje jen svým kamarádům, a tak se Sheldon rozhodne, že bude se stane jeho kamarád. Typicky podle něj, bude k problému přistupovat ryze vědecky, což mu vyčítá jak Leonard, tak později i Penny, když jí, a ostatním třem vědcům, rozdá dotazník s 211 otázkami na téma Sheldon a přátelství, a vyvine algoritmus na navázání přátelství. Díl má nečekané vyústění, ve kterém z party málem vypadne Rajesh (protože Sheldon považuje za pracné udržovat pět přátelství a Raj v jeho dotazníku špatně odpověděl na otázku, která je jeho oblíbená aminokyselina).                                                                    |           |                                     |                                        |                 |                                    |                    |                    |               |
| 31 | 14        | The Financial Permeability          | Finanční alternativy                   | Mark Cendrowski | Richard Rosenstock a Eric Kaplan   | 2. února 2009      | 15. listopadu 2010 | 3T7364        |
| Penny je ve špatné finanční situaci, dluží nájemné a už jí dokonce odpojili i vodu a elektřinu. Sheldon se rozhodne půjčit jí peníze. Když to Leonard zjistí, chce Penny taky pomoct, a tak se vydá za jejím ex-přítelem Kurtem vymáhat na něm peníze, které dluží Penny. |           |                                     |                                        |                 |                                    |                    |                    |               |
| 32 | 15        | The Maternal Capacitance            | Mateřská kapacita                      | Mark Cendrowski | Richard Rosenstock a Steven Molaro | 9. února 2009      | 16. listopadu 2010 | 3T7365        |
| Na návštěvu přijíždí Leonardova matka. Jakožto skvělá psychiatrička udělá Penny tak dokonalou psychoanalýzu, že ji dožene až k slzám a na ostatních též nezůstane ani nitka suchá. Jediný, kdo je z ní opravdu nadšený, je Sheldon, jakpak by také ne, když si jsou v mnohých věcech tak podobní. Leonardovi se díky matce, jelikož Penny úplně vykolejila, naskytne příležitost vyspat se s ní, ale nebyl by to Leonard, kdyby zase něco nezkazil. |           |                                     |                                        |                 |                                    |                    |                    |               |
| 33 | 16        | The Cushion Saturation              | Polštářové stigma                      | Mark Cendrowski | Bill Prady a Lee Aronsohn          | 2. března 2009     | 17. listopadu 2010 | 3T7366        |
| Parta hraje paintball a Howard si tam začne s Leslie. Sheldon má zase problémy s Penny, která mu zničila jeho místo na gauči a je tak nesnesitelný, že musí zakročit Leonard. |           |                                     |                                        |                 |                                    |                    |                    |               |
| 34 | 17        | The Terminator Decoupling           | Setkání s Terminátorem                 | Mark Cendrowski | Tim Doyle a Stephen Engel          | 9. března 2009     | 18. listopadu 2010 | 3T7367        |
| Mladí vědci jedou vlakem na konferenci do San Francisca. Potkají zde Summer Glau, která hraje v seriálu Terminátor: Příběh Sáry Connorové. Kluci se předhánějí v tom, kdo ji dřív sbalí. Mezitím Sheldon dává Penny instrukce přes telefon, kde najde flash disk, na kterém je jeho práce o astrofyzikálních průzkumech, aby mu ho mohla poslat e-mailem, neboť ho chce předat Georgeovi Smootovi, držiteli Nobelovy ceny za fyziku. Zvláštní hosté: Summer Glau, George F. Smoot |           |                                     |                                        |                 |                                    |                    |                    |               |
| 35 | 18        | The Work Song Nanocluster           | Produktivní pracovní píseň             | Peter Chakos    | Dave Goetsch a Richard Rosenstock  | 16. března 2009    | 22. listopadu 2010 | 3T7368        |
| Penny se vrhá do byznysu, začne totiž vyrábět vlasové doplňky, které sama navrhla. Když ale zjistí, že by nevydělávala tolik, aby už nemusela dělat číšnici, požádá Sheldona, aby jí pomohl. Ten souhlasí a práce jim jde pěkně od ruky. Postupně se přidají i ostatní a svými vědeckými nápady zrychlují a zlepšují výrobu. |           |                                     |                                        |                 |                                    |                    |                    |               |
| 36 | 19        | The Dead Hooker Juxtaposition       | Polohy mrtvé šlapky                    | Mark Cendrowski | Steven Molaro                      | 30. března 2009    | 23. listopadu 2010 | 3T7369        |
| Do domu, kde bydlí Penny, Sheldon a Leonard se stěhuje nová půvabná sousedka Alicia, která se ihned stává středem pozornosti kluků, kteří se mohou přetrhnout, aby se jí zalíbili. Což Penny těžce nese a rozhodne se Alicii ukázat, kdo je tady včelí královna. |           |                                     |                                        |                 |                                    |                    |                    |               |
| 37 | 20        | The Hofstadter Isotope              | Hofstadterův izotop                    | Mark Cendrowski | Dave Goetsch                       | 13. dubna 2009     | 24. listopadu 2010 | 3T7370        |
| Synovec Penny má narozeniny a ona mu chce koupit nějaký komiks, a tak poprosí Leonarda, aby nějaký vybral. Ale po Sheldonově přednášce je nucena jít s kluky do obchodu s komiksy. Penny se zde seznámí se Stuartem, se kterým si padnou do oka. Leonard nechápe, jaký rozdíl je mezi ním a Stuartem. Rozhořčen se rozhodne spravit si sebevědomím tím, že vyrazí s Howardem do baru lovit holky. |           |                                     |                                        |                 |                                    |                    |                    |               |
| 38 | 21        | The Vegas Renormalization           | Lasvegaský reset                       | Mark Cendrowski | Steven Molaro                      | 27. dubna 2009     | 25. listopadu 2010 | 3T7371        |
| Leslie dá Howardowi kopačky a ten se psychicky zhroutí. Aby ho rozveselili, vezmou ho Leonard a Rajesh do Las Vegas,. Sheldon se rozhodne vychutnat si úžasný večer ve své osobní Pevnosti samoty s výtečným indickým jídlem, které by si za normálních okolností nemohl dát kvůli Leonardově nesnášenlivosti laktózy, Howardově alergii na buráky a v neposlední řadě kvůli odporu Rajeshe k indickým jídlům. Jenže co se nestane, skvělá mysl Sheldona Coopera zapomene klíče v bytě, a tak je Sheldon nucen strávit noc u Penny v bytě. |           |                                     |                                        |                 |                                    |                    |                    |               |
| 39 | 22        | The Classified Materials Turbulence | Turbulence přísně tajných materiálů    | Mark Cendrowski | Bill Prady a Steven Molaro         | 4. května 2009     | 29. listopadu 2010 | 3T7373        |
| Howard má dobrou náladu, neboť na Mezinárodní vesmírné stanici budou používat Wolowitzův systém pro odvod lidského odpadního materiálu ve stavu beztíže. Dobrá nálada ho ale přejde, když zjistí, že udělal v konstrukci chybu. Howard se tak za pomoci svých kamarádů snaží přijít na to, jak záchod opravit s náhradními díly, které mají na té vesmírné stanici k dispozici. Stuart se chystá na druhé rande s Penny a zeptá se Leonarda na pár rad, které by mu mohly pomoct k tomu, aby tohle rande bylo úspěšnější než to minulé. |           |                                     |                                        |                 |                                    |                    |                    |               |
| 40 | 23        | The Monopolar Expedition            | Expedice na monopól                    | Mark Cendrowski | Eric Kaplan a Richard Rosenstock   | 11. května 2009    | 30. listopadu 2010 | 3T7372        |
| Sheldon dostane nabídku jet na tři měsíce na severní pól a rozhodne se, že jako jeho podpůrný tým s ním pojedou Leonard, Howard a Rajesh. Ale co na to Penny? Jak to tak ale vypadá, není jí úplně jedno, že Leonard bude pryč celé tři měsíce. |           |                                     |                                        |                 |                                    |                    |                    |               |